# Solberga landskommun, Småland
Solberga landskommun var en tidigare kommun i Jönköpings län.

## Administrativ historik
Landskommunen inrättades som storkommun vid kommunreformen 1952 genom sammanläggning av de tidigare kommunerna Flisby och Norra Solberga.
Den upphörde 1971 då dess område uppgick i Nässjö kommun.
Kommunkoden var 0603.

### Kyrklig tillhörighet
I kyrkligt hänseende tillhörde kommunen Flisby församling och Norra Solberga församling. Dessa slog ihop 2007 att bilda Norra Solberga-Flisby församling.

## Geografi
Solberga landskommun omfattade den 1 januari 1952 en areal av 223,25 km², varav 210,20 km² land. Efter nymätningar och arealberäkningar färdiga den 1 januari 1957 omfattade landskommunen den 1 november 1960 en areal av 222,33 km², varav 208,66 km² land.

### Tätorter i kommunen 1960
| Tätort   | Folkmängd |
| -------- | --------- |
| Anneberg | 827       |
| Solberga | 395       |
| Flisby   | 300       |

Tätortsgraden i kommunen var den 1 november 1960 46,9 procent.

## Politik

### Mandatfördelning i valen 1950–1966
|  | 13 | 3 | 10 | 6 | 2 |

| 34 |

|  | 14 | 3 | 9 | 5 | 3 |

| 32 |

|  | 13 | 10 | 11 |

| 31 |

|  | 17 | 12 | 2 | 3 |

| 32 |

|  | 13 |  | 11 | 5 |  | 3 |

| 32 |